# یواس‌اس پیکنز (ای‌پی‌ای-۱۹۰)
یواس‌اس پیکنز (ای‌پی‌ای-۱۹۰) (به انگلیسی: USS Pickens (APA-190)) یک کشتی بود که طول آن ۴۵۵ فوت ۰ اینچ (۱۳۸٫۶۸ متر) بود. این کشتی در سال ۱۹۴۴ ساخته شد.